# Institut de Cultura de Barcelona
L'Institut de Cultura de Barcelona (ICUB) va ser creat el 1996 per l'Ajuntament de Barcelona amb l'objectiu de situar la cultura de Barcelona com un dels principals actius del desenvolupament i de la projecció de la ciutat, a través de la gestió dels equipaments i els serveis culturals municipals, i de promoure i facilitar l'emergència i la consolidació de les múltiples plataformes i projectes culturals d'iniciativa privada a la ciutat. Aquest objectiu central es basa en la línia del Pla Estratègic del sector cultural de la ciutat.

## Trajectòria

### 1996

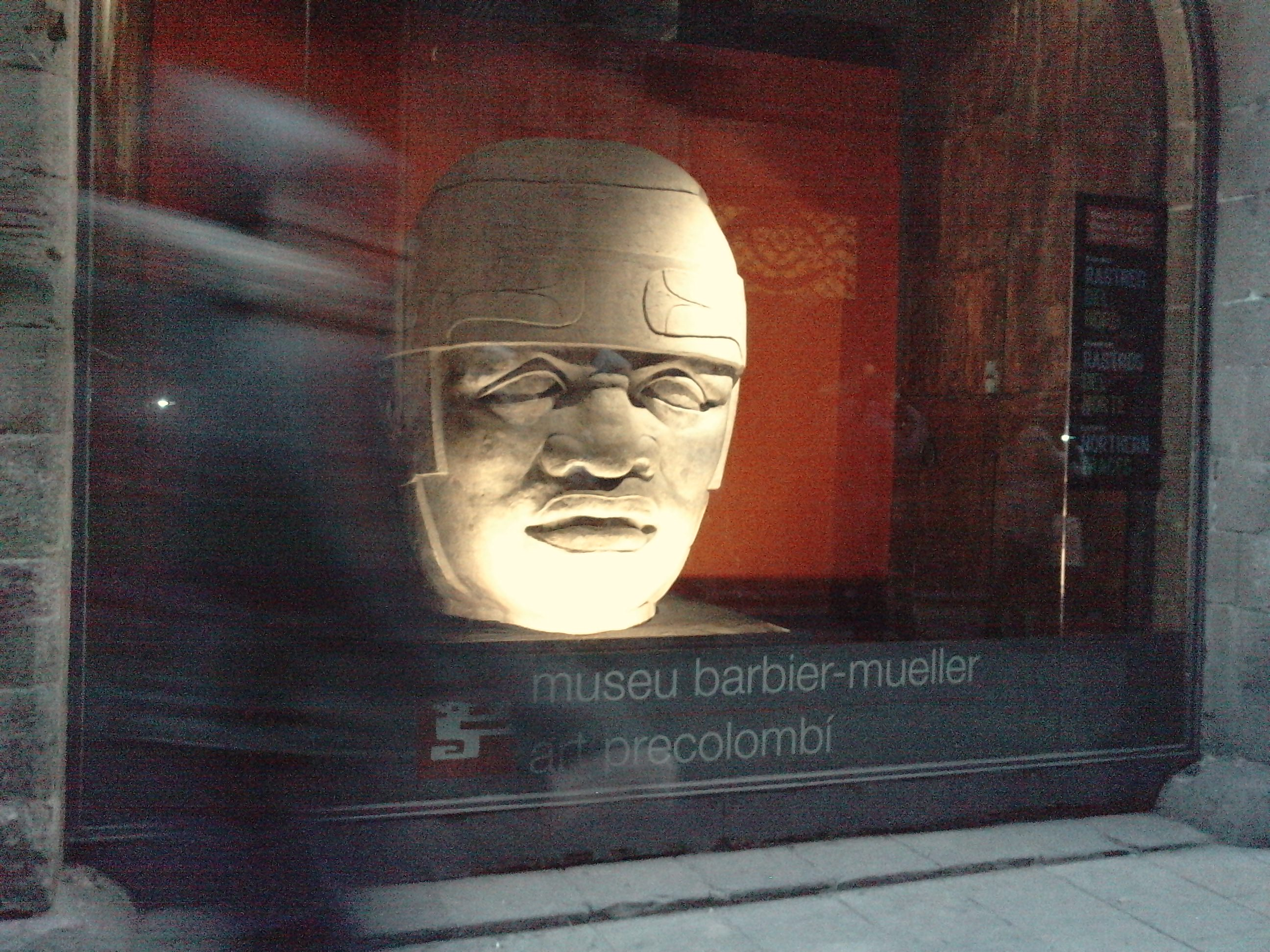
El Museu Barbier-Mueller fou actiu entre 1997 i 2012

L'any 1996 marca l'inici de les activitats culturals de l'ICUB. Amb seu al Palau de la Virreina, l'institut va néixer amb la voluntat de catalitzar i dinamitzar la cultura a la ciutat, creant i produint activitats, i donant suport a diverses iniciatives ciutadanes.
Durant el seu primer any de vida, diversos espais de la ciutat dediquen exposicions als principals artistes de tendències i disciplines diferents: Andy Warhol, Tom Wesselman, Francis Picabia, Pablo Ruiz Picasso, Vassily Kandinsky, Antoni Miralda o Ferran Garcia Sevilla, en són exemples. També, els equipaments escènics presenten obres ben diverses, de Robert Gerhard en el marc del seu centenari, de La Fura dels Baus, de Footsbarn Travelling Theatre, de Mal Pelo i de Lanònima Imperial, i tenen lloc actuacions de Lyam O'Flynn, Jackson Browne, Maria del Mar Bonet, Tete Montoliu i Tom Jobim-Morelenbaum Quintet, entre d'altres. També aquest any es van celebrar, per primera vegada, la Festa de la Música i el Festival LEM. I paral·lelament a tot aquest marc, tres espais culturals van continuar les seves obres arquitectòniques: es rehabilità el Palau Nadal per acollir el llavors futur Museu Barbier-Mueller d'art precolombí, es va construir L'Auditori i es reconstrueix el Gran Teatre del Liceu.
Aquell mateix any es va dur a terme la presentació del pla Barcelona, ciutat de museus; la creació de l'oficina Barcelona Plató Film Comission per a promoure una ciutat cinematogràfica, la sensibilització dels barcelonins per recuperar la destruïda biblioteca de Sarajevo i la coordinació i celebració de diversos congresos culturals.

### 1997
El 1997 es van inaugurar les instal·lacions de l'Arxiu Històric de la Ciutat de Barcelona en la remodelada Casa de l'Ardiaca, i es va inaugurar el Museu Barbier-Mueller d'Art Precolombí i el Teatre Nacional de Catalunya. També es va inaugurar la Sala Sebastià Gasch al Mercat de les Flors i l'espai Hangar de foment de la creació artística al Poblenou. Companiyes destacades de teatre van presentar obres a la ciutat, com Dagoll Dagom, Els Joglars, La Fura dels Baus i Carles Santos, i el Sónar es començà a consolidar com a referent europeu de música electrònica.
Pel que fa a exposicions, destaquen les dedicades a Santiago Rusiñol al Museu d'Art Modern, l'antològica de Leopold Pomés al Palau de la Virreina, o les d'Alexander Calder i Peter Greenaway a la Fundació Joan Miró.
Altres esdeveniments a destacar són la celebració del Festival Internacional de Cinema Independent de Barcelona i l'inici d'obres del nou Jardí Botànic en 14 hectàrees del Parc de Montjuïc. Aquell any el Piromusical de les Festes de la Mercè es va dedicar als Ducs de Palma en ocasió del seu casament.

### 1998
El 1998 es van obrir al públic 4.000 m² del subsòl arqueològic del Museu d'Història de la Ciutat, possibilitant la visita a les restes romanes de l'antiga Bàrcino. Destacà l'exposició sobre Egon Schiele al Museu Picasso, que aquell any va annexar els palaus Mauri i Finestres per donar cabuda a l'increment de visitants. Altres exposicions destacades van ser les de René Magritte, Eudald Serra, Gaspar Homar, Eulàlia Valldosera, Dan Graham, Miquel Barceló o Eduardo Chillida, entre d'altres. Precisament, el MACBA instal·la al seu exterior el mural ceràmic Barcelona, creat per aquest darrer artista.
La música també tingué un protagonisme destacat. A banda dels festivals consolidats com el Sónar (amb prop de 39.000 assistents), la Festa de la Música (amb prop de 48.000 assistents) o els 139 espectacles de teatre, música i dansa del Festival d'estiu de Barcelona Grec. Van visitar la ciutat músics com Rolling Stones, Eric Clapton, Depeche Mode, Prince o Lou Reed, entre d'altres. El mateix any es va aprovar el Pla de Biblioteques amb l'horitzó 2010. i es va presentar el Diagnòstic del Sector Cultural de Barcelona.

### 1999
L'any 1999 s'obren dos equipaments que tenen un pes específic en el desenvolupament musical de la ciutat. Per una banda, s'inaugura l'Auditori, seu definitiva de l'Orquestra Simfònica de Barcelona i Nacional de Catalunya i del Museu de la Música. Per l'altra, es reinaugura el Gran Teatre del Liceu a l'emplaçament on existí.
Altres inauguracions d'aquest any corresponen a la Fundació Francisco Godia a l'Eixample; el Jardí Botànic a Montjuïc; el Museu Picasso amb l'ampliació dels seus espais; el Museu Frederic Marès amb una sala d'exposicions temporals i l'obertura de l'Estudi-biblioteca de Marès; i s'inauguren dos nous centres als districtes, el Centre Cívic Pere Quart a Les Corts i el Centre Garcilaso a Sant Andreu.
Aquesta bonança coincideix amb les produccions musicals anuals: el Sónar es desdobla al CCCB i al Pavelló de la Mar Bella, i el Festival Grec rep l'assistència de prop de 180.000 espectadors als espectacles de teatre, música i dansa.
Entre els cantants i músics que van actuar a Barcelona cal destacar, en clàssica, a Dimitri Bashkirov, Grigory Sokolov i Jordi Savall; i en música pop rock a Bruce Springsteen, Backstreet Boys, Metallica, Mike Olfield, Van Morrisson, Kiko Veneno i Raimundo Amador, entre molts altres.
Es va presentar el Pla estratègic del Sector Cultural de Barcelona, es va constituir el Consorci Organitzador del Fòrum Universal de les Cultures i la de la Fundació Joan Brossa, així com la presentació del Projecte Ciutat del Teatre. L'any acabà amb l'Home del Mil·lenni, un espectacle de la Fura dels Baus que aplegà més de 20.000 persones a la plaça de Catalunya.

### 2000
El 2000 fou un any d'una densa activitat cultural a Barcelona, on s'incorporà un centre formatiu a la xarxa d'equipaments de la ciutat: la seu de l'Institut del Teatre. Aquest espai, dedicat a la formació de professionals de teatre i dansa en totes les seves especialitats, s'inaugurà en un edifici de nova planta a Montjuïc, com una de les peces claus de la llavors futura Ciutat del Teatre.
Es van celebrar els 25 anys de la Fundació Joan Miró i l'Any Lluís Domènech i Montaner en ocasió del 150è centenari del naixement de l'arquitecte modernista. Pel que fa a exposicions d'art, van poder veure's a la ciutat exposicions i/o obres de Miquel Barceló, Renée Green, Michelangelo Pistoletto, Andy Warhol, Sigmar Polke, Philippe Thomas, Öyvind Falhström, Robert i Sonia Delaunay, Mark Rothko Francesc Català-Roca, Yann Arthus-Bertrand o Isidre Nonell, a qui se li dedicà una exposició antològica. Es va recuperar el fons fotogràfic de Frederic Ballell.

### 2001
El 2001 s'inaugurà la seu del Teatre Lliure a l'antic Palau de l'Agricultura de Montjuïc, es reinaugurà el Teatre Ovidi Montllor a l'Institut del Teatre, la Fundació Joan Miró inaugurà l'ampliació de la seva seu, s'inaugurà el Barcelona Teatre Musical i es van obrir tres noves biblioteques: la Biblioteca del Poble-sec Francesc Boix, la reformada Biblioteca de Montbau-Albert Pérez Baró i la Biblioteca de la Barceloneta-La Fraternitat. Durant aquest any l'Ajuntament de Barcelona adjudicà a l'equip MBM arquitectes el projecte arquitectònic del DHUB Barcelona, l'edifici situat a la plaça de les Glòries Catalanes i que acolliria el Museu del Disseny, entre altres institucions. Aquest any també es va celebrar l'Any Josep Puig i Cadafalch i el 600 aniversari de la creació de l'Hospital de la Santa Creu i Sant Pau.

### 2002
La Ciutat commemorà el 150è aniversari del naixement de l'arquitecte Antoni Gaudí amb un ampli programa d'activitats. Hi van destacar les exposicions Gaudí, la recerca de la forma al Saló del Tinell, Univers Gaudí al CCCB, la Sèrie Gaudí, de Joan Miró a la Fundació Joan Miró i l'obertura del Centre d'Acollida i Interpretació del Park Güell. També se celebrà l'Any Verdaguer. Fou l'any que es va inaugurar el CaixaForum i la Biblioteca Vila de Gràcia, la Biblioteca de Collserola-Josep Miracle i l'ampliació de la Biblioteca Can Fabra-Ignasi Iglésias. La ciutat també va acollir diverses conferències culturals i socials i destaca el ressò mediàtic que van tenir la celebració dels premis MTV Europe 2002 que es van lliurar al Palau Sant Jordi en una cerimònia amb 13.000 assistents, més de 700 mitjans de comunicació acreditats i retransmesa en directe per una audiència de 1.000 milions de persones.

### 2003
El 2003 es va celebrar l'Any del Disseny, una iniciativa impulsada per l'Ajuntament de Barcelona i el Foment de les Arts Decoratives en el marc del centenari d'aquesta institució, on es van implicar més de 600 institucions, des de museus a galeries d'art, universitats i biblioteques, entre d'altres. També es va celebrar l'Any Dalí en ocasió del centenari del seu naixement. Es van inaugurar 2 noves biblioteques: la Biblioteca Fort Pienc al Districte de l'Eixample i la Biblioteca Juan Marsé-El Carmel al Districte d'Horta-Guinardó. També va obrir les portes la Casa Àsia al Palau del Baró de Quadras, i el Museu d'Història de la Ciutat va inaugurar unes noves sales destinades a exposicions temporals a la Casa Padellàs. Es van inaugurar els Jardins Joan Brossa i l'Institut Botànic estrenà nova seu a la muntanya de Montjuïc.
Ja el 2003 es va crear la comissió per desenvolupar el projecte del Centre Cultural del Born, i a la ciutat es van poder veure obres o exposicions de Joaquim Torres-García, Marià Fortuny, Òscar Tusquets, Eduardo Chillida, Fernand Léger, Jan Fabre, Steve McQueen o els mestres de la pintura gòtica hispanoflamenca, entre molts altres. Spencer Tunick retratà despullades més de 7.000 persones a Montjuïc, batent el rècord de participants en aquesta obra fotogràfica col·lectiva.

### 2004
El 2004 va tenir lloc a Barcelona el Fòrum Universal de les Cultures, es va inaugurar CosmoCaixa, el renovat Museu de la Ciència de la Fundació ”La Caixa” i es van obrir al públic totes les sales del MNAC. Es va encetar un període de renovació del Palau de la Música Catalana. Es van celebrar els 25 anys del Taller de Músics, els 10 anys del CCCB i els 75 anys de la construcció del Pavelló Alemany de l'Exposició Internacional de 1929.

### 2005
El 2005 fou l'Any del Llibre i la Lectura, on es van organitzar més de 1.900 activitats, protagonitzades per més de 8.500 col·laboradors i una participació de més de 2,5 milions de persones. La celebració va deixar un doble llegat: la Trobada de Novel·la Negra i el festival Món Llibre. Es va inaugurar la Biblioteca Jaume Fuster al Districte de Gràcia amb una superfície total de 5.636 m2 destinats a la formació i al lleure dels ciutadans.
També fou l'any de creació de la Fundació Barcelona Cultura, pensada per a proporcionar al sector empresarial de la ciutat un canal permanent per tal de participar, impulsar i donar suport a les activitats culturals barcelonines. Finalment, en el calendari de la ciutat van continuar programes ja consolidats, com el Festival Grec, les Festes de la Mercè, la Setmana de Poesia i els programes de caràcter tradicional, com la Cavalcada de Reis, les Festes de Santa Eulàlia o el Carnestoltes, entre d'altres.